# Стрэчан, Селвин
Селвин Стрэчан (англ. Selwyn Strachan; 23 сентября 1947, Гренада) — гренадский коммунистический политик, член политбюро ЦК Нового движения ДЖУЭЛ и Народно-революционного правительства. Участник переворота в октябре 1983 года. Осуждён по процессу Гренада 17, приговорён к смертной казни с заменой на пожизненное заключение. Освобождён в 2009 году.

## Оппозиционный активист
Окончил методистскую школу. Работал сотрудником-делопроизводителем в частных фирмах. Участвовал в политике как противник гейристского режима. Был известен как красноречивый оратор.
В 25-летнем возрасте на выборах 1972 года Селвин Стрэчан баллотировался в законодательный совет от правой Национальной партии Гренады Герберта Блейза. Проиграл выборы премьеру Эрику Гейри. С 1973 примкнул к левой партии Новое движение ДЖУЭЛ (NJM).

## Представитель NJM
Селвин Стрэчан активно участвовал в оппозиционных акциях NJM. Был избит боевиками-«мангустами» в Кровавое воскресенье 18 ноября 1973. На выборах 1976 года снова баллотировался в парламент Гренады от Народного альянса (коалиция NJM и Национальной партии), но избран не был.
Стрэчан играл видную роль в международных связях NJM. Представлял партию на съезде Народной прогрессивной партии Гайаны в августе 1976 (отношения с Гайаной, где вскоре была организована военная подготовка гренадских боевиков, были особенно важны для NJM). В 1977 читал лекции в Торонтском университете, консолидировал канадскую группу поддержки Нового движения ДЖУЭЛ. В 1979 году редактировал печатный орган партии.

## Партийно-государственный руководитель
В результате переворота 13 марта 1979 NJM пришло к власти. Селвин Стрэчан вошёл в первый состав Народно-революционного правительства. Премьер-министр Морис Бишоп назначал Стрэчана министром связи, труда и общественных работ. Стрэчан состоял в высшем партийно-государственном руководстве — политбюро ЦК Нового движения ДЖУЭЛ. Курировал партийную пропаганду.
Весной-летом 1979 Стрэчан в составе партийно-правительственной делегации посетил Великобританию, Алжир, Ливию, Нигерию, Индию, Китай, Северную Корею, СССР, Финляндию и Швецию. Вторично побывал в КНДР в 1982.
С августа 1981 года Селвин Стрэчан — министр национальной мобилизации. Этот правительственный пост имел важное значение в системе власти NJM, поскольку означал контроль над массовыми организациями. Стрэчан являлся одним из самых влиятельных партийно-государственных руководителей. Идеологически и политически он ориентировался на Бернарда Корда — лидера ортодоксально-коммунистического крыла NJM.

## Участник переворота
Осенью 1983 года резко усугубились социально-экономические трудности Гренады и обострилось противоборство в партийно-государственном руководстве. Морис Бишоп склонялся к нормализации отношений с США. Бернард Корд вынужден был искать экстренный заём у МВФ, но выступал категорически против политических уступок.
Селвин Стрэчан примыкал к радикально-коммунистической группировке, в которую входили также Бернард Корд, Хадсон Остин, Эварт Лэйн, Лиэм Джеймс, Леон Корнуолл, Филлис Корд, Дэйв Бартоломью и ряд других. В конце сентября они потребовали от Бишопа разделения верховной власти с Кордом. Премьер-министр отказался. Тогда 12 октября он был смещён со всех постов и взят под домашний арест.
19 октября 1983 сторонники Бишопа во главе с министром иностранных дел Юнисоном Уайтменом освободили отстранённого премьера. Они захватили армейскую штаб-квартиру в Форт-Руперте. Группа Корда—Остина приняла решение о силовом подавлении протеста. Подполковник Эварт Лэйн отдал приказ о штурме Форт-Руперта. Армейское подразделение лейтенанта Каллистуса Бернарда захватило Форт-Руперт. Морис Бишоп, Юнисон Уайтмен, Жаклин Крефт и их ближайшие сторонники были убиты на месте.
Кровопролитие создало повод для вторжения США на Гренаду. Участники свержения и убийства Бишопа, в том числе чета Корд, генерал Остин, подполковник Лэйн, подполковник Джеймс, майор Корнуолл, майор Бартоломью, лейтенант Бернард, Селвин Стрэчан были арестованы, переданы новым властям Гренады и предстали перед судом.

## Осуждённый
В декабре 1986 года гренадский суд вынес приговоры по процессу Гренада 17. 14 человек, в том числе Бернард Корд, Филлис Корд, Хадсон Остин, Каллистус Бернард, Дэйв Бартоломью, Эварт Лэйн, Селвин Стрэчан были признаны виновными в перевороте, узурпации власти и убийстве Бишопа и приговорены к смертной казни. В 1991 году смертные приговоры заменились на пожизненное заключение.
В тюрьме Селвин Стрэчан получил степень бакалавра коммерческого права по иностранной программе Лондонского университета. Преподавал по тюремной образовательной программе.
Стрэчан неоднократно выражал сожаление в связи с гибелью Бишопа, Уайтмена, Крефт, переписывался их родственниками. В декабре 2008 Страчан принёс личные извинения премьер-министру Гренады Тиллману Томасу за его арест и заключение в период правления NJM.
В 1996 Стрэчан вместе с Кордом участвовал в написании Открытого послания Reflections and Apologies — Размышления с просьбой о прощении. В этом документе «некоторые бывшие лидеры NJM» заявили о принятии на себя морально-политической ответственности за происшедшее на Гренаде в 1979—1983, в том числе за октябрьские события. Они принесли извинения гренадскому народу за пережитые бедствия, хотя объясняли их общей обстановкой Холодной войны, и обязались в будущем прекратить политическую деятельность. В то же время авторы напомнили о социальных достижениях времён своего правления, назвали раскол в партии «нормальным демократическим процессом» и категорически отрицали наличие приказа о совершении убийств в Форт-Руперте.
С 1993 Стрэчан вернулся в лоно методистской церкви, пел в тюремном церковном хоре.
Селвин Стрэчан был освобождён 5 сентября 2009 года, отбыв в заключении почти 26 лет.